# Mellicta frigidaltaica
Mellicta frigidaltaica är en fjärilsart som beskrevs av Ruggero Verity 1940. Mellicta frigidaltaica ingår i släktet Mellicta och familjen praktfjärilar. Inga underarter finns listade i Catalogue of Life.